# Estany d'Aixeus
L'estany d'Aixeus és un llac glacial que ocupa la cubeta inferior del Circ d'Aixeus, a la capçalera de la Vall Ferrera. Està situat a 2.363 metres d'altitud, i la seva superfície és de 3,8 hectàrees. Està integrat dintre del Parc Natural de l'Alt Pirineu, i pertany al terme municipal d'Alins, a la comarca del Pallars Sobirà. Esta rodejat d’alts pics, com el Monteixo al sud, el pic de Norís a l’est i lo Sentinella al nord-est, restant obert per la vessant de ponent que dona a la Vall Ferrera.
Pel que fa a la química de la seva aigua, és un estany molt excepcional en el context pirinenc. Les aigües de l’estany tenen un pH de 4,97, reflectint les seves condicions clarament àcides. Aquest valor és atribuït a la presència de roques i sediments rics en sulfurs que degoten aigua àcida. Aquesta condició limita el creixement d’organismes aquàtics: hi ha escassa vida i les seves aigües tenen, per tant, una transparència elevada. Les espècies presents estan altament adaptades a entorns àcids. És un dels pocs estanys pirinencs que, juntament amb els estanys de Baiau, a la capçalera de la Noguera de Vallferrera, i el de Pica Palomèra a la Val d'Aran, clarament àcids.
El topònim és d'origen èuscar, podent venir d'Exo-ibi 'aigües d'Eixo (Monteixo). o bé més versemblant Eixe-be, passant a eixe-(u)e i pèrdua de la e final, 'sota la casa, sota la cabana'.
L'emissari de l'estany, anomenat Barranc d'Aixeus, desaigua per l'esquerra al riu Noguera de Vallferrera.